# Fragile Tension / Hole to Feed
«Fragile Tension» / «Hole to Feed» (в переводе с англ. — «Хрупкое напряжение» / «Заполнить пустоту») — двойной сингл группы Depeche Mode и третий из альбома Sounds of the Universe. Выпущен 7 декабря 2009 года. «Hole to Feed» была написана Дэвидом Гааном, Кристианом Айгнером и Эндрю Филлпоттом, a «Fragile Tension» — Мартином Гором. Это второй сингл с песней за авторством Гаана после «Suffer Well» и третий двойной сингл в дискографии группы. Это также первый сингл Depeche Mode, не выпускавшийся на 7-дюймовом виниле.

## Видеоклипы
Клип на «Hole to Feed» был снят Эриком Вэрхаймом в августе 2009 года в Лос-Анджелесе. В нём не появляются участники Depeche Mode, песню исполняет вымышленный женский музыкальный коллектив, кадры выступления которого сменяются изображениями целующихся пар. Многие музыкальные обозреватели назвали видеоклип излишне эротичным, фанаты также не были благосклонны к новой работе. Издание Electronic Beats, однако, назвало его одной из десяти лучших видеоработ Depeche Mode.
Позже был выпущен видеоряд на песню «Fragile Tension», режиссёрами которого выступили Роберт Чендлер и Барни Стил.

## Концертные выступления
«Hole to Feed» исполнялась на каждом выступлении группы в Tour of the Universe, третьей после «Wrong». «Fragile Tension» исполнялась лишь однажды, на концерте в Торонто 24 июля 2009 года.

## Списки композиций
Слова и музыка всех песен — написаны Мартином Гором, кроме «Hole to Feed» и «Come Back», которые написаны Дэвидом Гааном, Кристианом Айгнером и Эндрю Филлпоттом.
| №  | Название                                                    | Длительность |
| -- | ----------------------------------------------------------- | ------------ |
| 1. | «Fragile Tension» (Stephan Bodzin Remix)                    | 9:14         |
| 2. | «Fragile Tension» (Kris Menace’s Love On Laserdisc Remix)   | 6:24         |
| 3. | «Hole to Feed» (Popof Vocal Mix)                            | 8:42         |
| 4. | «Hole to Feed» (Paul Woolford’s Easyfun Ethereal Disco Mix) | 9:24         |
| 5. | «Perfect» (Roger Sanchez Club Mix)                          | 7:24         |
| 6. | «Perfect» (Ralphi Rosario Dub)                              | 8:26         |
| 7. | «Peace» (Herve’s 'Warehouse Frequencies' Remix)             | 5:10         |
| 8. | «Peace» (Sander Van Doorn Remix)                            | 8:02         |

| №  | Название                                       | Длительность |
| -- | ---------------------------------------------- | ------------ |
| 1. | «Fragile Tension» (Radio Mix)                  | 3:36         |
| 2. | «Hole to Feed» (Radio Mix)                     | 3:27         |
| 3. | «Perfect» (Roger Sanchez Club Mix)             | 7:24         |
| 4. | «Come Back» (SixToes Remix)                    | 4:56         |
| 5. | «Fragile Tension» (Laidback Luke Remix)        | 7:52         |
| 6. | «Hole to Feed» (Popof Vocal Mix)               | 8:42         |
| 7. | «Fragile Tension» (Peter Bjorn and John Remix) | 3:45         |
| 8. | «Hole to Feed» (Joebot Remix)                  | 6:43         |

| №  | Название                                                    | Длительность |
| -- | ----------------------------------------------------------- | ------------ |
| 1. | «Fragile Tension» (Radio Mix)                               | 3:36         |
| 2. | «Hole to Feed» (Radio Mix)                                  | 3:27         |
| 3. | «Come Back» (SixToes Remix)                                 | 4:56         |
| 4. | «Perfect» (Ralphi & Craig Club Remix)                       | 8:49         |
| 5. | «Fragile Tension» (Stephan Bodzin Remix)                    | 9:14         |
| 6. | «Hole to Feed» (Paul Woolford’s Easyfun Ethereal Disco Mix) | 9:24         |
| 7. | «Perfect» (Roger Sanchez Club Mix)                          | 7:24         |
| 8. | «Fragile Tension» (Solo Loves Panorama Remix)               | 6:10         |
| 9. | «Hole to Feed» (Popof Vocal Mix)                            | 8:42         |

| №   | Название                                                    | Длительность |
| --- | ----------------------------------------------------------- | ------------ |
| 1.  | «Fragile Tension» (Radio Mix)                               | 3:36         |
| 2.  | «Hole to Feed» (Radio Mix)                                  | 3:27         |
| 3.  | «Come Back» (SixToes Remix)                                 | 4:56         |
| 4.  | «Perfect» (Ralphi & Craig Club Remix)                       | 8:49         |
| 5.  | «Fragile Tension» (Stephan Bodzin Remix)                    | 9:14         |
| 6.  | «Hole to Feed» (Paul Woolford’s Easyfun Ethereal Disco Mix) | 9:24         |
| 7.  | «Perfect» (Roger Sanchez Club Mix)                          | 7:24         |
| 8.  | «Fragile Tension» (Solo Loves Panorama Remix)               | 6:10         |
| 9.  | «Hole to Feed» (Popof Vocal Mix)                            |              |
| 10. | «Perfect» (Ralphi & Jody Club Remix)                        | 7:39         |

## Чарты
| Чарт     | Позиция |
| -------- | ------- |
| Германия | 39      |
| Франция  | 27      |